# Mariano de la Mata

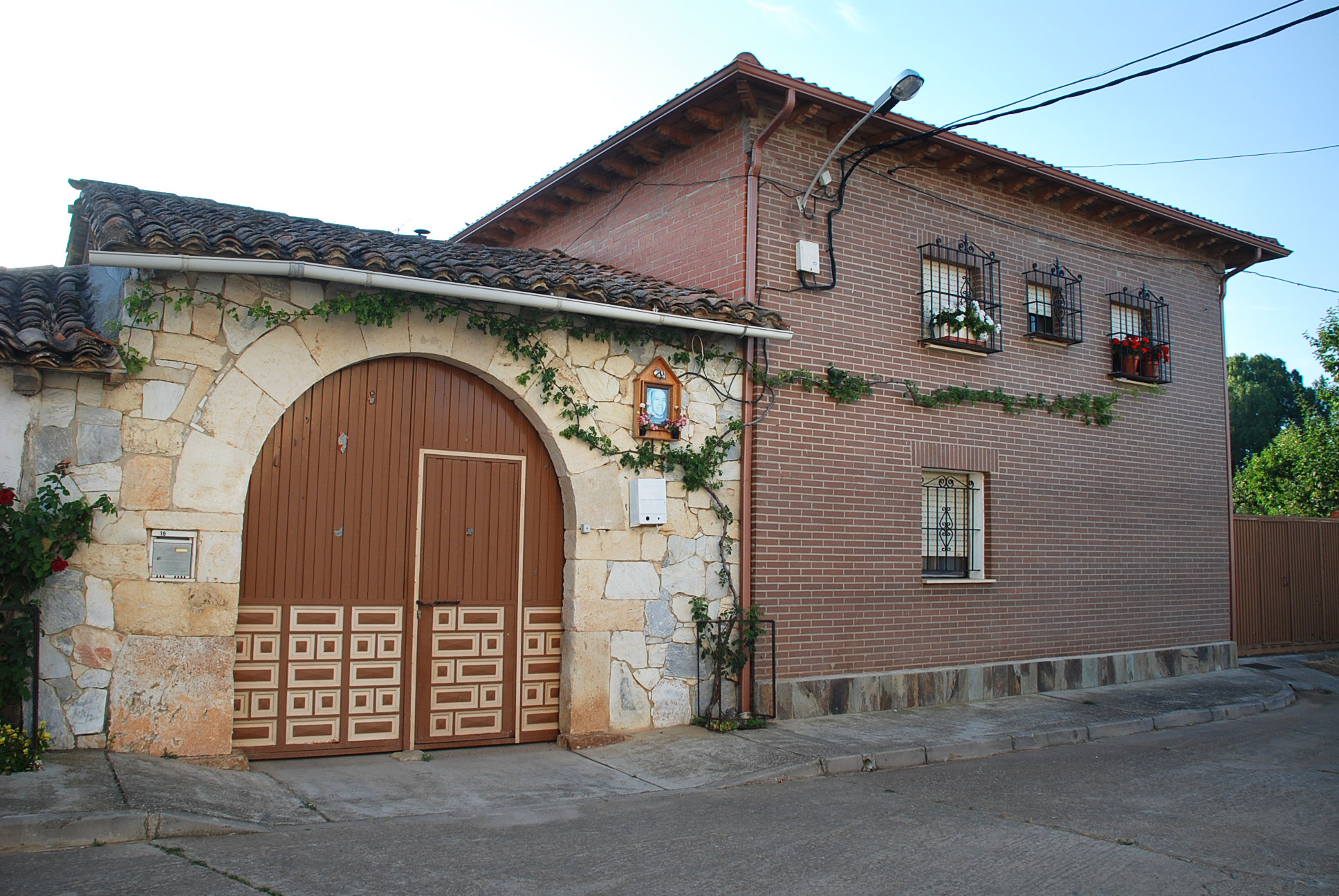
Casa con memorial del Padre Mariano de La Mata Aparicio.

Mariano de la Mata Aparicio (Barrio de la Puebla (La Puebla de Valdavia), 31 de diciembre de 1905-Brasil, 5 de abril de 1983) fue un clérigo agustino y misionero en Brasil. Conocido como el “mensajero de la caridad,” él fue declarado venerable por Juan Pablo II y beatificado por Benedicto XVI.

## Biografía
Mariano nació en Barrio de la Puebla el 31 de diciembre de 1905. Cuando ingresó en la Orden de San Agustín en 1921, él fue el cuarto hermano de su familia en hacerlo. Ingresó en el Seminario Augustino de Valladolid y continuó sus estudios en Santa María de la Vid (Burgos). Vistió el hábito de novicio el 9 de septiembre de 1921, y un año más tarde su primera profesión de votos agustinos.
En 1926, Mariano fue trasladado al monasterio de Santa María de la Vid (Burgos), donde completó sus cursos teológicos. Tomó votos solemnes agustinos el 23 de enero de 1927.